# Кенийские землеройки
Кенийские землеройки (лат. Surdisorex) — род млекопитающих из семейства землеройковых. Кенийские землеройки — единственный эндемичный род млекопитающих Кении. До описания Surdisorex schlitteri род включал два вида с высокогорья центральной Кении: абердарская землеройка (Surdisorex norae), обитающая в пределах хребта Абердэр, и кенийская землеройка (Surdisorex polulus), обитающая в пределах горы Кения.

## Виды
База данных Американского общества маммологов (ASM Mammal Diversity Database) признаёт 3 вида кенийских землероек:
- Абердарская землеройка (Surdisorex norae)
- Кенийская землеройка (Surdisorex polulus)
- Surdisorex schlitteri